# Nida (flod)
Nida er en flod der løber i det centrale Polen, en venstre biflod til Wisła, som den løber ud i nær Nowy Korczyn). Nida er 154 kilometer lang og har et afvandingsareal på 3.844 km² som også omfatter det beskyttede område kaldet Nida Landskabspark.
Nida består af to mindre floder, Hvide Nida og Sorte Nida, som løber sammen i landsbyen Brzegi (nær Checiny). Den er en typisk lavlandsflod, med lille forskel i vandstanden. Nidadalen er bred og dækket af enge. På det smalleste sted er floden kun 6 meter bred, mens den på det bredeste sted er 79 meter. Dybden varierer fra 0,4 til 2,6 m. Nida er en af de varmeste floder i Polen, med temperatur om sommeren på op til 27 Co.

## Nida floddalen
Nidadalen er en geografisk region i det sydlige Polen, der ligger langs den nedre og mellemste del af Nida. Den er 65 kilometer lang og 2 - 6 kilometer bred. Dalbunden er flad og våd med tørv flere steder i de tidligere hesteskosøer. Dalen er præget af enge og græsgange, og dens vigtigste bycentre er de gamle lillepolske byer Pinczow, Wislica og Nowy Korczyn.

## Ponidzie
Navnet Ponidzie refererer til en region i Lillepolen, som ligger langs Nida, men er meget større end dalen. Den strækker sig fra Checiny til Nowy Korczyn med tre landskabsparker: Nida Landskabspark, Szaniec Landskabspark og Kozubow Landskabspark. Desuden er der flere naturreservater, såsom Przeslin, Skorocice, Krzyzanowice, Skotniki Gorne, Winiary Zagojskie, Gory Wschodnie, Grabowiec og Skowronno. I nord er regionen præget af gipsklipper, mens landskabet i syd er fladt.
Ponidzie ligger halvvejs mellem de historiske centre i Lillepolen, Kraków og Sandomierz, og var i den sene middelalder en af de vigtigste regioner i Kongeriget Polen. Den var delt mellem Kraków voivodskab og Sandomierz voivodskab, havde adskillige slotte, og i de engang så vigtige lokale byer Chęciny, Nowy Korczyn, Pińczów, Wiślica, Jędrzejów, Pacanów, Szymatow , Szydłnik fandt mange betydningsfulde begivenheder sted. Ødelagt og ransaget under den svenske invasion af Polen, har regionen aldrig genvundet sin storhed. 

## Byer langs Nida
- Sobków
- Pińczów
- Wiślica
- Nowy Korczyn